# Bouchon (restaurante)

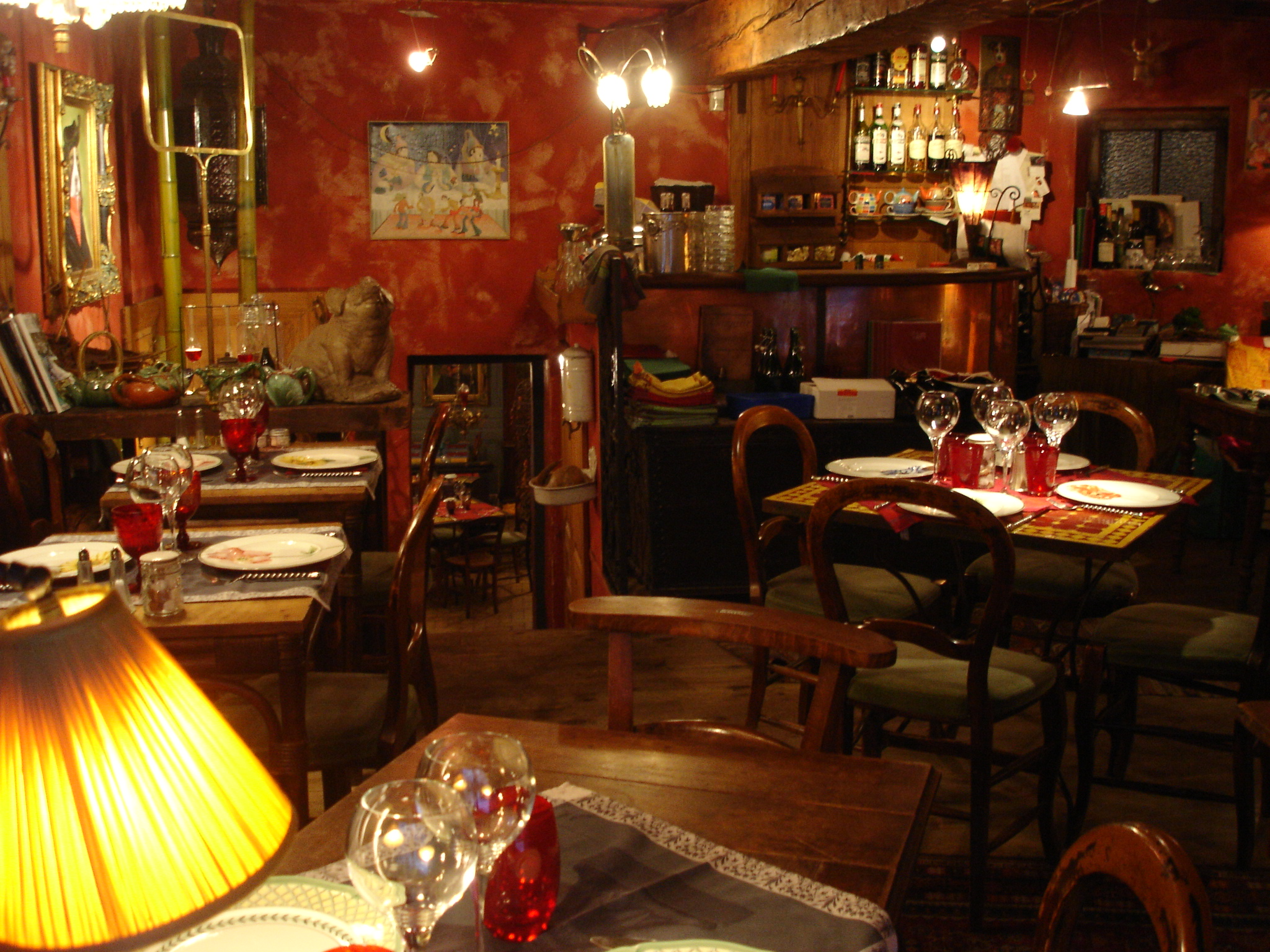
interior de un bouchon.

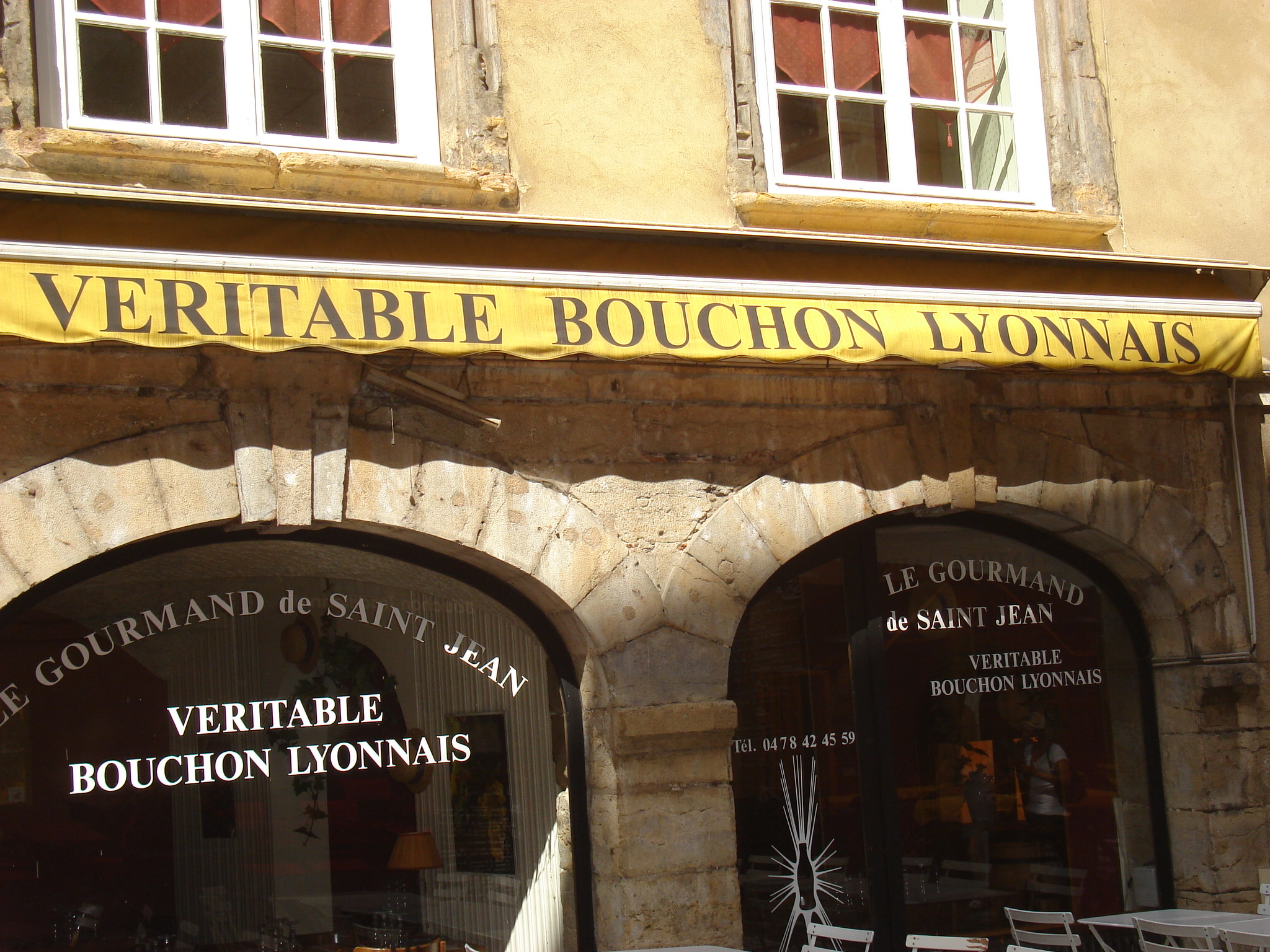
Un bouchon.

Los bouchons son un tipo de restaurantes típicos de la ciudad francesa de Lyon. Su nombre viene de la antigua costumbre de poner una figura de paja con forma de boca (bouche idioma francés) a la puerta de los establecimientos donde se servía vino.
Desde 1997 existe una asociación encargada de otorgar la etiqueta Authentique bouchon lyonnais con el que se distingue a los establecimientos más antiguos y que mejor representan la tradición culinaria de la ciudad (actualmente son una veintena).
Estos selectos restaurantes son el lugar ideal para degustar las especialidades gastronómicas que han hecho de Lyon la cuna de la cocina francesa, como el tablier de sapeur, los quenelles, el salchichón de Lyon, la ensalada Lyonnaise o la sopa de cebolla. Así como los reputados vinos regionales Côtes du Rhône y Beaujolais.